# Matt MacKay
Matthew MacKay (* 27. November 1990 in Kempen) ist ein deutsch-kanadischer Eishockeyspieler, der zuletzt für die Krefeld Pinguine in der Deutschen Eishockey Liga auf der Position des Stürmers spielte. Er ist der Sohn des ehemaligen deutschen Nationalspielers Mark MacKay.

## Karriere
Matt MacKay, der bis zu seinem zwölften Lebensjahr in Deutschland lebte und auch einen deutschen Pass besitzt, spielte zunächst in Deutschland und Kanada in diversen Jugendmannschaften. 2006 wechselte er in die Alberta Junior Hockey League zu den Calgary Canucks, für die er drei Jahre aktiv war. Im Laufe der Saison 2008/09 schloss er sich den Moose Jaw Warriors an und begann damit seine Karriere in der Western Hockey League, einer der drei erstklassigen Juniorenligen in Kanada. Bis 2011 spielte er dort für vier verschiedene Teams, wobei der größte Erfolg das Erreichen des Conference-Halbfinals mit den Medicine Hat Tigers in der Saison 2009/10 war. In seinem letzten Jahr in der WHL schaffte MacKay seine persönliche Punkte-Bestmarke von 88 Punkten in 77 Spielen.
Vor der Saison 2011/12 unterzeichnete MacKay einen Vertrag bei den Kölner Haien und wird seitdem entweder bei den Haien in der Deutschen Eishockey Liga oder bei deren Kooperationspartner, dem Oberligisten EV Duisburg, eingesetzt. Nach der Saison wechselte er zu den Schwenninger Wild Wings, dem Verein, bei dem auch einst sein Vater spielte. Da sein Vater mit der Nummer 81 aufgelaufen ist, spielt er mit der Nummer 18 in Schwenningen, da er die Ziffern umgedreht hat. Nach 26 Spielen für die Wild Wings in der Saison 2013/14 wechselte MacKay zum EHC Red Bull München.
Zwischen April 2015 und April 2017 stand MacKay bei den Augsburger Panthern unter Vertrag und erzielte in 97 DEL-Spielen für die Panther insgesamt fünf Tore und elf Assists. Er begann das Spieljahr 2017/18 bei den Heilbronner Falken in der DEL2, ehe er im November 2017 bei den Krefeld Pinguinen unterschrieb und somit zurück in die DEL wechselte.